# 颱風桑美 (2006年)
颱風桑美（英語：Typhoon Saomai，國際編號：0608，聯合颱風警報中心： 08W，菲律宾大气地球物理和天文管理局：Juan），是2006年太平洋颱風季一個的熱帶氣旋，名字來自越南，意即“金星”。
桑美是自1956年颱風萬達以来，登陸華東地區最強的風暴，登陸强度比2005年登陸美國的飓风卡特里娜還強。桑美重創中国东部沿岸地区，造成約25亿美元的损失。2006年12月4日至同年12月9日的第39次世界氣象組織颱風委員會年度會議上，「桑美」被永久退役，由「山神」取代。

## 形成歷程及路徑
熱帶低氣壓09W於8月4日在西太平洋海域形成，翌日命名為「桑美」，與另兩個幾乎同一天形成之強烈熱帶風暴寶發與颱風瑪莉亞形成邊長為1000公里之等邊三角形狀，此狀況過去甚為罕見。
而因位置關係，桑美能發展成颱風條件較成熟；8月4日，聯合颱風警報中心於西太平洋對熱帶低氣壓08W開始發出警報。8月5日上午9時正UTC，該中心將其升格至熱帶風暴；於8月6日下午6時UTC，日本氣象廳將其升格至強烈熱帶風暴。8月7日上午6時UTC，該氣象局將其升格至颱風，8月9日進一步增強為五級超級颱風，其一分鐘風速達140kts。
其結構十分紮實，7級風暴風半徑180公里，10級風暴風半徑50公里（8月9日凌晨）以每小時27公里朝西北西方（台灣以北、上海以南之東海區域）移動，8月9日早上10級風暴風半徑增強為80公里，中國氣象台並把其列入強颱範圍，而台灣中央氣象局亦表示它已達到中颱最高級別範圍；8月9日晚上起暴風圈開始影響日本沖繩縣，8月10日早上後影響台灣北部並於當日下午4時先擦過中国福建省宁德市福鼎市台山列島，下午5時25分在中国浙江省溫州市蒼南縣馬站鎮沿海登陸，中心附近最大風力60m/s，在福建省南平市順昌縣合掌岩風景區測出瞬間最大風速75.8m/s，最低氣壓920百帕。而溫州鶴頂山風力發電站8更測得的81m/s的破記錄陣風。中國海軍護衛艇測風儀因超出強度全部失靈，所有的測風儀均達到上限75m/s。
登陸後桑美減弱為強颱風，8月10日19時移入福建省福鼎縣境內（當日23時7級風暴風半徑100公里，10級風暴風半徑30公里）穿過福建北部，11日2時減弱為熱帶風暴並進入江西省（5時中心氣壓為995百帕，近中心最大風力8級，即20米/秒），9時減弱減弱為熱帶低氣壓（弋陽縣境內），16時移到新建縣，12日凌晨從江西瑞昌移至湖北省阳新縣，8月12日早上8時中央氣象台停止編號。
事後中央氣象台發布的最佳路徑中，將登入地點由馬站鎮向南調整至霞關鎮。

## 影響
由於桑美移動路線與强烈热带风暴寶發之互動關係之明顯，而8月10日亦是天文大潮，預計有較嚴重風暴潮出現，中國東南沿海在形成之初已對它進行監視並有所警告。

### 臺灣
中央氣象局於8月9日凌晨2時半發佈海上颱風警報，並於同日早上11時半發出針對台灣北部與東北部之陸上颱風警報。傍晚擴大範圍（包括苗栗以北、宜蘭以北、馬祖）但因桑美快速移動，預測帶來的風雨威脅時間不長，而且雲團緊密且集中在暴風圈內，只有掠過圈內的台灣北端8月10日早上有較大強風陣雨而已（台北7級陣風、雨量76毫米；新竹8級；基隆6級、雨量31毫米），於下午2點半解除本島陸上颱風警報（只餘馬祖）並在晚上11時半解除所有警報。
航空影響方面，港龍航空延遲8月9日的3班香港─台北航班，長榮航空8月10日台北起飛的航班有不同程度的異動，而马祖8月10日之對外航班全日暫停。

### 日本
沖繩縣在8月9日早上在熱帶風暴寶發過後再次發出大浪警報，警報擴展至本島、久米等大部分沖繩島嶼與鹿兒島縣奄美南部，並預計帶來100毫米雨量。當天早上那霸機場有161班國內外航班取消，約22500名旅客受影響，並有旅客滯留，晚上8時8分，在暴風圈內的宮古島錄得陣風24.9米每秒，浪高10米，至8月10日早上9時解除所有警報。

### 中国大陆
中國氣象局在9日上午判定桑美加強為強颱風，稍後增強為超強颱風，翌日下午5時25分在浙江省蒼南縣馬站鎮沿海登陸。登陸時，中心附近最大風力60米每秒，最低氣壓有920百帕斯卡。並預計8月10日下午到傍晚在福建霞浦到浙江溫州一帶沿海登陸，預計影響遍及上海、江蘇。

#### 福建省
於8月8日下午發佈沿海颱風藍色預警信號，8月10日清晨5時改發橙色信號並在同日上午10時20分發佈紅色信號；截至8月10日12時，全省海上3萬6千多艘船隻已回港避風，全省安全轉移人員62萬人。
桑美中心8月10日16時15分到達福鼎市台山島，中心最大陣風達17級以上，24小時降雨量達250至300毫米，局部雨量超過350毫米。福建省廣播影視集團新聞中心記者梵榮採訪時需抱樹並聲嘶力竭地作現場播報。
省氣象臺於8月11日早上解除颱風警報。

#### 浙江省
浙江省氣象台於8月8日下午發佈沿海颱風黃色預警信號，晚上發出橙色信號並在8月10日晨7時發出紅色信號；11時省防汛辦基本確定在溫州（蒼南霞關—樂清灣兩地間）登陸。
溫州市已在8月10日早上分別發出颱風（7點）與風暴潮（11點）紅色預警訊號；截至8月10日17時，寧波、溫州、台州、麗水、舟山、嘉兴、金華、湖州等9個沿海地區已轉移危險地帶人員989,937人，回港避風船隻共33,727艘。溫州飞往深圳、海口、重慶等方向的部分飛機航班停飛。
桑美下午5時25分在浙江省溫州蒼南縣登陸，省氣象台稱這是1949年以來登陸中國大陸的最強颱風（超過1956年8月1日午夜登陸象山石浦的5612號強台風），在蒼南縣霞光測得最大陣風68米每秒（破全省最高陣風紀錄），但溫州市區風勢並不大。截至8月10日20時統計數據，溫州三個檢測站點24小時降雨量超過200毫米，其中蒼南縣雲岩為357.4毫米，昌禪為466毫米。
省氣象臺於8月11日早上6時05分解除颱風警報。

#### 上海市
受颱風與天文大潮結合影響，市防汛資訊中心在8月10日上午10時半歷史首次發佈本黃浦江蘇州河口潮位藍色預警信號。黃浦江沿線8月11日再出現較高潮位，上游米市渡潮位超過3.5米的警戒線0.17米；由於沿江單位提前關閉擋潮閘門，上海沒有發生潮水倒灌。此大潮汛將持續至13日，但期間氣候與民生影響甚少。

#### 江西省
10日10時開始24小時統計，省內有6個縣市出現7至8級大風，上饒、鷹潭、撫州三市出現小到中雨，局部大到暴雨，金溪、資溪出現大暴雨。同時間雨量以撫州市金溪縣何源140.2毫米最大，全省有15個站點6小時雨量超過50毫米。
8月11日統計全省各水運港口（上饒、南昌、九江等湖濱市縣）共停運航班482艘次，回港避風船隻4423艘；轉移人口3萬餘人。

## 災害

### 中国大陆
死亡、失蹤人數以官方公布（新華社、中新社新聞稿件）為準。

#### 浙江
桑美登陸溫州市蒼南縣，為該縣帶來重大破壞，18日晚省防汛防旱指揮部統計死亡193人，失蹤11人。18個個縣（市、區）的325個鎮受災254.9萬人，倒塌房屋3萬9千間，經濟損失127.37億元。
蒼南縣平均雨量超過300毫米，千多間屋倒塌，四成鄉鎮（大部分為沿海城鎮與蒼南、泰順等登陸地區）電話通訊中斷，影響地區並出現大面積停電，30萬畝稻田淹浸。其中金鄉鎮河尾洋村一幢鋼筋混凝土兩層房10日下午5點左右塌下，屋內47名村民41名死亡。
陸路交通方面，56條公路因水淹、塌方、結構損壞和局部路基沖毀而一度中斷，集中在溫州及麗水地區。截至8月11日11時仍有48條仍未恢複交通。
蒼南縣的供電服務於8月31日全面恢復正常。

#### 福建
據省防汛抗旱指揮部8月23日18時統計，省內14個縣市、164個鄉鎮受災，死亡233人（注：死亡數字請參考討論頁或下文），失蹤144人，受災人口145.52萬人，倒塌房屋3.27萬間，農作物受災6.88萬公頃，成災4.423萬公頃，直接經濟總損失63.57億元，其中水利設施7.86億元。
福鼎市17個鄉鎮普遍受災，受災人口43.5萬，轉移15萬人口；有1萬多間民房被摧毀，另8萬多間民房部分受損，全市7萬多口漁排網箱全部被毀，全市損失31億元；全市2600多艘漁船沉沒600多艘。 
福鼎、霞浦、柘榮、福安、寧德市區因線路跳閘引致大面積停電，福鼎市、柘榮縣供電全停。霞浦县境内的福建省最早摩尼教建筑乐山堂被毁，福鼎市內建於唐朝咸通元年之佛教名寺資國寺，其20多間木結構建築幾乎全部倒塌。
陸路交通方面，同三高速公路福州通往福鼎段已關閉，寧德市對外交通停止。航空方面長樂機場13個進港航班、12個出港航班被迫取消，直到11日上午航班才全部恢復。海航方面，福州港、福州馬尾瑯岐碼頭停航，馬尾─馬祖「兩馬」航線停運。

##### 沙埕港死亡、失蹤人數問題
據沙埕鎮鎮長廖天生表示，在颱風來臨前，沙埕港共有萬多艘在近海作業的外地與本地漁船避風。然而很多漁民仍留在入港避風的漁船上。許多漁民都習慣守在船上開機避風。桑美登陸時風力達17級，出乎眾人意料，故造成數以千計的漁船沉沒和毀壞，許多人因此死亡或失蹤。 
沙埕鎮鎮長在8月13日中午接受新華社記者採訪時表示是次風災有1萬多艘船在沙埕鎮所屬的沙埕港避風，1000多艘船隻被損壞，留在船上的船員和漁民死亡、失蹤較多。截至8月13日22時於沙埕港發現97具遺體，其中27具屬外地無法確認其身份。
省防汛抗旱指揮部表示從8月12日上午開始，在沙埕港海域進行海上大搜救，並組織沿岸群眾協助觀察，要求一旦有搜救對象立即向當地政府報告。8月14日開始駐閩海軍派出四艘艦艇主動配合福鼎市政府參與搜救工作，至8月14日22時統計，在沙埕港海域搜救到148具屍體，其中福鼎籍57人，霞浦籍22人，外地無法確認身份的69人。但在8月14日中午新華社發布之新聞稿稱：同一截止時間，福鼎市受災人員上升到178人，其中打撈上岸的海上受災人員155人，另還有94人失蹤，並聲稱「這是福鼎市政府對外公佈的最新資料」是次稿件的海上受災人數與早上中新社之口徑有些微出入；該稿件並引述福鼎市副市長、防汛抗旱指揮部指揮長蔡梅生介紹說，僅8月14日一天在沙埕港海域就打撈出59具遺體。
而至8月21日20時，福鼎市政府表示死亡人數已提升至219人，其中打撈上岸的海上受災人員190人（其中福鼎籍76人，外縣和未確定身份的114人），陸上受災28人，另有72人失蹤，仍有94具屍體無人認領。
而寧德市民政局截至17日12點的死亡人數是227人（其中已確定為本市身份的128人，無法確定身份的99人）寧德市因災失蹤人口157人。要注意的是同稿中還稱據寧德市下轄的福鼎市提供截至8月16日22時，福鼎市海難受災人數是208人，其中打撈上岸的海上受災人員180人。

#### 江西
南昌進賢縣因災2人死亡1人傷。商品糧生產基地的撫州市臨川區、金溪縣、資溪縣等5縣與南昌市遭受了嚴重洪災。臨川區11日9至13時雨量達200毫米，南昌縣廣福鎮6小時高達218毫米，為數十年未遇暴雨。撫州幾乎所有陸地被水淹沒，周邊200萬畝中晚稻都被淹，金溪幾乎所有水庫渠道被沖毀。
8月11日不完全統計，全省撫州、宜春、南昌、上饒等4市18個縣（市）161個鄉鎮受災，受災人口98萬人，倒塌房屋566間，農作物受災70萬畝，絕收57000畝，直接經濟總損失3.48億元人民幣。

## 電影取材
2008年上映的中國大陸災難片《超强台风》中，颱風「藍鯨」的強度、災害原型便是取自於此。

## 名称退役
由于桑美重創中国东部沿海。为此颱風委員會决定把「桑美」退役，新名稱由「山神」取代。

## 熱帶氣旋警告使用紀錄

### 台灣
| 交通部中央氣象局 颱風警報 | 交通部中央氣象局 颱風警報 | 交通部中央氣象局 颱風警報 |
| ------------------------- | ------------------------- | ------------------------- |
| 上一熱帶氣旋              | 海上颱風警報              | 下一熱帶氣旋              |
| 輕度颱風寶發              | 海上颱風警報              | 中度颱風珊珊              |
| 輕度颱風寶發              | 陸上颱風警報              | 輕度颱風帕布              |

## 外部連結
- （英文）https://web.archive.org/web/20090826230250/http://metocph.nmci.navy.mil/jtwc.php 聯合颱風警報中心首頁
- （繁體中文）http://www.cwb.gov.tw （页面存档备份，存于） 中央氣象局首頁
- （日語）http://www.jma.go.jp/jma/index.html （页面存档备份，存于） 日本氣象廳首頁
- （英文）http://www.pagasa.dost.gov.ph/ （页面存档备份，存于） 菲律賓大氣地球物理和天文管理局首頁
- （繁體中文）http://www.hko.gov.hk （页面存档备份，存于） 香港天文台首頁
- （繁體中文）http://www.smg.gov.mo （页面存档备份，存于） 澳門地球物理暨氣象局首頁